# Rare (David Bowie)
Rare (ook bekend als Bowie Rare) is een compilatiealbum van de Britse muzikant David Bowie, uitgebracht in 1982. Het album werd uitgebracht door zijn platenlabel RCA Records tijdens een periode waarin de relatie tussen de artiest en het label tot een dieptepunt was gedaald. Bowie had zijn laatste muziek voor RCA opgenomen met de EP Baal en was geïrriteerd door de release van het vijf jaar oude duet "Peace on Earth/Little Drummer Boy" met Bing Crosby zonder zijn toestemming. Hij liet weten dat hij niet blij was met de release van dit compilatiealbum en tekende korte tijd later een contract met EMI Records voor zijn volgende album Let's Dance.

## Tracklist
- Alle nummers geschreven door Bowie, tenzij anders genoteerd.

1. "Ragazzo solo, ragazza sola" (Bowie/Mogol) – 5:02
  - Een Italiaanse versie van "Space Oddity", uitgebracht als single in Italië in 1969.
2. "Round and Round" (Chuck Berry) – 2:41
  - Een cover van Chuck Berry's "Around and Around", opgenomen tijdens de Ziggy Stardust-sessies, uitgebracht als B-kant van "Drive-In Saturday" in 1973.
3. "Amsterdam" (Jacques Brel/Mort Shuman) – 3:25
  - Een cover van Jacques Brel, opgenomen tijdens de Ziggy Stardust-sessies, uitgebracht als B-kant van "Sorrow" in 1973.
4. "Holy Holy" – 2:15
  - Een nieuwe opname van Bowie's single uit 1970, opgenomen tijdens de Ziggy Stardust-sessies, uitgebracht als B-kant van "Diamond Dogs" in 1974.
5. "Panic in Detroit" – 5:49
  - Liveopname uit dezelfde concerten als David Live, uitgebracht als B-kant van "Knock on Wood" in 1974.
6. "Young Americans" – 3:11
  - Single-edit voor de Verenigde Staten, uitgebracht in 1975.
7. "Velvet Goldmine" – 3:08
  - Opgenomen tijdens de Ziggy Stardust-sessies, uitgebracht als B-kant van "Space Oddity" in 1975.
8. "Helden" (Bowie/Brian Eno/Antonia Maass) – 6:07
  - Een versie van ""Heroes" met Engelse en Duitse tekst, uitgebracht als single in West-Duitsland in 1977.
9. "John, I'm Only Dancing (Again)" – 3:26
  - Singleversie, uitgebracht in 1979.
10. "Moon of Alabama" (Bertolt Brecht/Kurt Weill) – 3:51
  - Opgenomen in 1978 en uitgebracht als single in 1980 onder de naam "Alabama Song".
11. "Crystal Japan" – 3:07
  - Opgenomen in 1979 voor een Japanse commercial, uitgebracht als single in Japan in 1980 en als B-kant van "Up the Hill Backwards" in 1981.